# Ebenholz

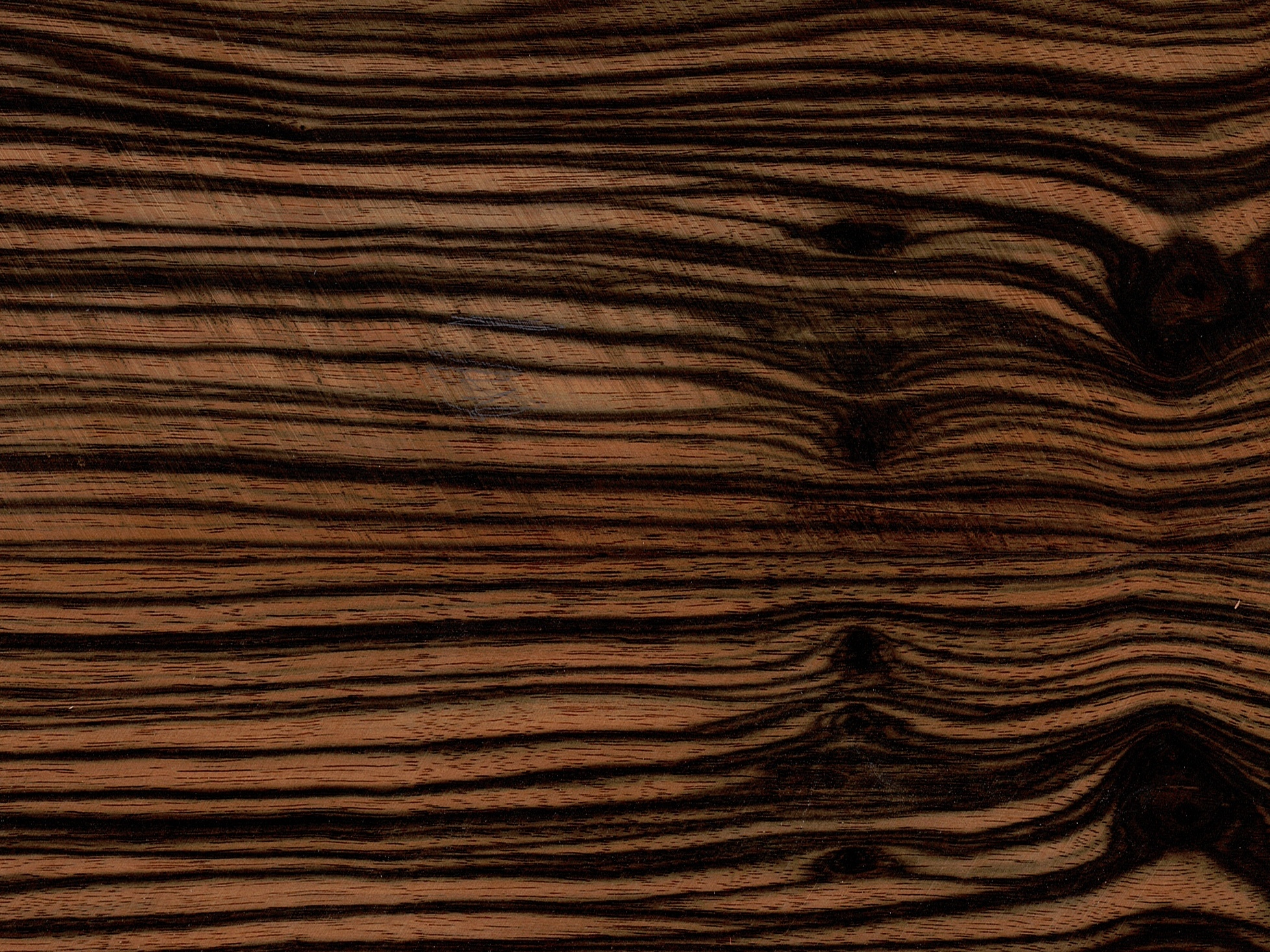
Makassar-Ebenholz

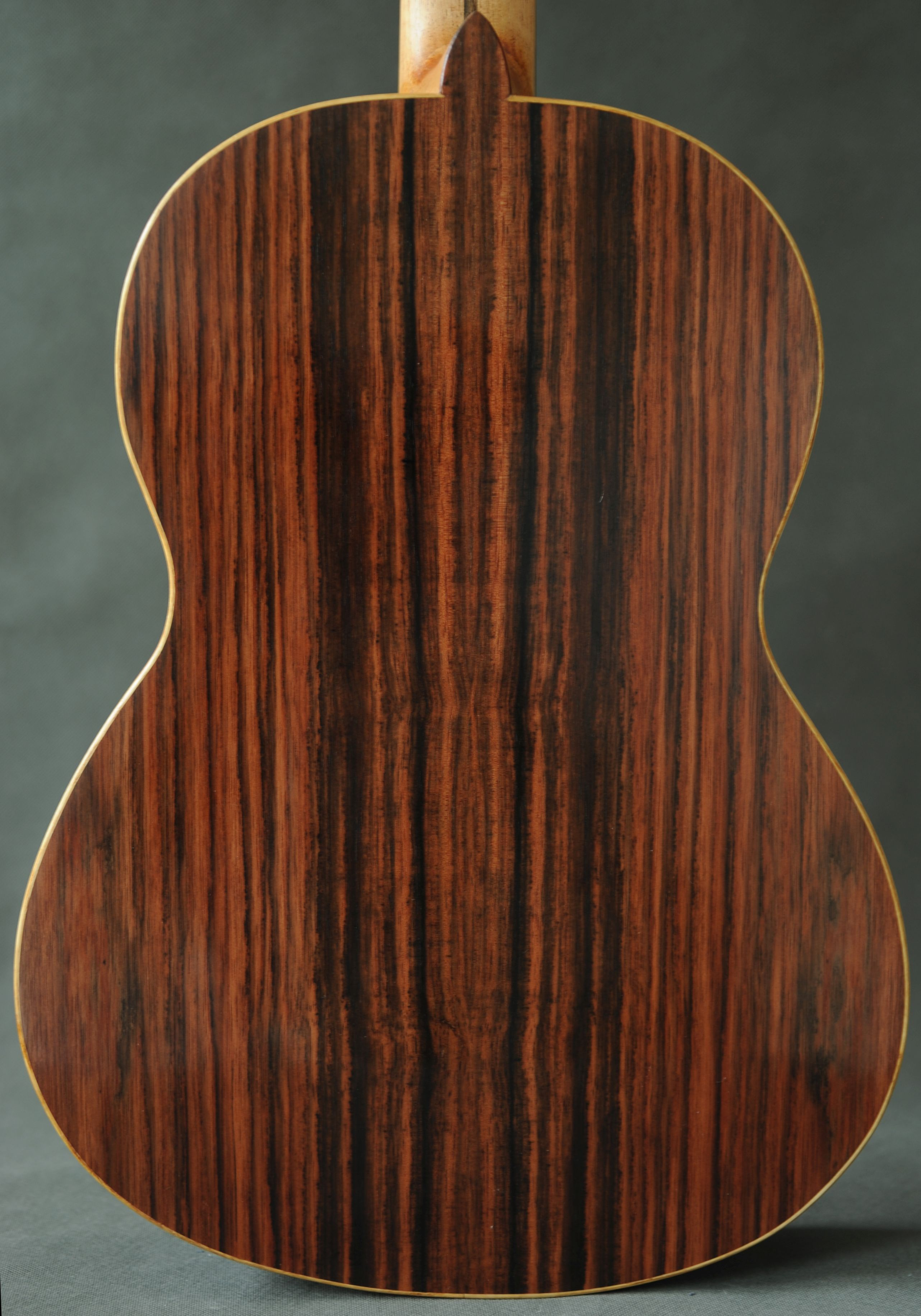
Gitarrenboden aus Amara-Ebenholz

Ebenholz zählt zu den außereuropäischen Laubhölzern und bezeichnet ein schwarzes (oder schwarz gestreiftes) Holz von verschiedenen Bäumen der Gattung Diospyros aus der Familie der Ebenholzgewächse. Das Kernholz (ohne sichtbare Jahresringe) ist sehr hart, schwer und gehört zu den wertvollsten Holzarten. Das zumeist gelb-graue Splintholz, das in aller Regel sofort noch am Fällort durch Abbeilen entfernt wird, kann bis zu 70 % des Stamms ausmachen und gilt als wertlos und unattraktiv. Die Dichte von Ebenholz hängt stark von der jeweiligen Sorte ab und liegt im Bereich 0,9 bis 1,3 kg/dm³. Sein Schleifstaub kann Reizungen der Haut, Augen und Lunge verursachen.

## Sorten
- Kamerun-Ebenholz (Diospyros crassiflora) kommt aus Afrika und ist die auf dem Weltmarkt verbreitetste Sorte Ebenholz, oft von tiefschwarzer Farbe, meist aber auch mit grauen Adern durchzogen. Nur ca. 10 % der Stämme weisen eine gleichmäßige Schwärze auf. Es zeigt eine ausgeprägte Offenporigkeit, die für diese Sorte charakteristisch ist und es zum weniger geschätzten Holz macht. Feinporige Sorten werden deutlich höher bewertet. Ähnlich ist das Holz von Diospyros mespiliformis.

- Ceylon-Ebenholz (Diospyros ebenum) ist die beste, heute kaum noch verfügbare Qualität: sehr hart, gut polierbar, praktisch ohne wahrnehmbare Poren, gut bearbeitbar, witterungs- und termitenfest. Die Farbe dieser Art tendierte eher zu dunkelbraun. Das Ebenholz des europäischen Möbelbaus im 16.–19. Jahrhundert war von dieser Sorte.

- Madagaskar-Ebenholz (Diospyros perrieri) ist von eher dunkelbrauner Farbe, es ist sehr feinporig, witterungsfest, termitenfest und hat eine Dichte von ca. 1,0 kg/dm³.

- Makassar-Ebenholz, auch Zebraholz (Diospyros celebica) (Indonesien) zählt zu den farbigen Ebenhölzern und ist im Splint gelblichweiß, im Kernholz schwarz mit sehr charakteristischen hellgelb bis braungestreiften längsverlaufender Maserung; es ist sehr dicht und farbbeständig. Seine Dichte beträgt 1,1 bis 1,3 kg/dm³. Im englischen Sprachraum wird es auch als Coromandelholz oder Marblewood bezeichnet.

- Amara-Ebenholz (Diospyros marmorata), auch falsches Makassar und Marmor-, Zebraholz genannt, weicht farblich etwas vom Makassar ab, es ist etwas heller.

- Mun-Ebenholz (Diospyros mun) kommt aus Laos und Vietnam und ist ähnlich wie Makassar-Ebenholz zweifarbig gestreift.

- Diospyros tessellaria, kommt von Mauritius

- Diospyros foliosa (Syn.: Maba ebenus), aus den Molukken, Neuguinea

- Gestreifte Ebenhölzer; Diospyros melanoxylon und Diospyros insularis, auch als Marmor- oder Zebraholz Diospyros kurzii, Diospyros discolor und Diospyros oocarpa.[1]

Mit Ebenholz wurden oder werden auch andere Holzarten bezeichnet, die nicht der Gattung Diospyros angehören. Wie jenes von Brya ebenus, Deutsches Ebenholz (Buxus sempervirens, von Eiben), Gemeiner Goldregen (Falsches Ebenholz), Grün Gelbes Ebenholz (Tabebuia heterophylla), Brasilianisches Ebenholz (Swartzia spp., z. B. Swartzia tomentosa), Mexican royal ebony (Swartzia cubensis), Braunes Ebenholz (Libidibia paraguariensis) und Euclea pseudebenus.

## Verwendung

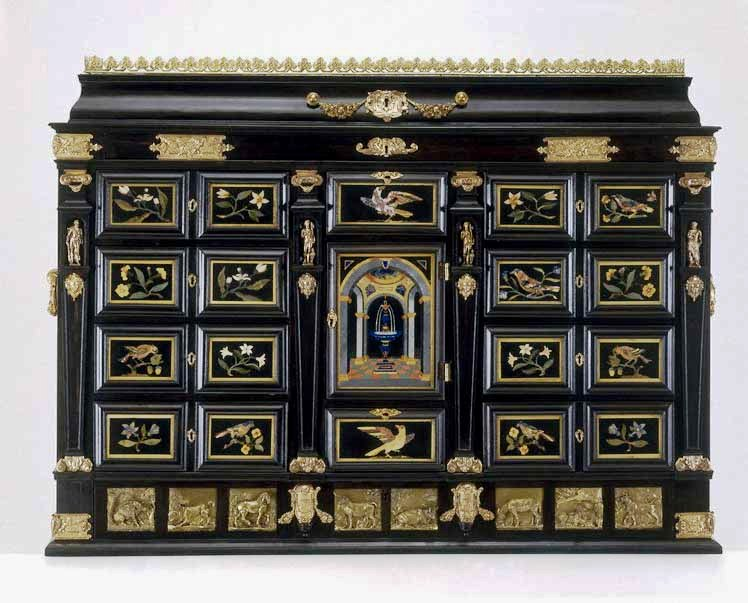
Kabinett aus Ebenholz mit farbigen Intarsien (18. Jh.)

Man verwendet Ebenholz hauptsächlich für Intarsien und Furniere sowie für Musikinstrumente (Holzblasinstrumente, Griffbretter, Klaviaturen, Wirbel etc.), als Griffholz für Messer und feine Werkzeuge, bei Schnitzereien und Kunstdrechslerarbeiten. Im Historismus war es ein beliebtes Holz für Tür- und Fenstergriffe sowie Besteckgriffe. Verschnittreste werden zur Herstellung von Strick- und Häkelnadeln verwendet. Eine Bezeichnung für einen speziellen Kunsttischler, Ebenist, leitet sich vom Ebenholz ab.

## Etymologie
Während heute mit Ebenholz das schwarze Kernholz der in Indien und Sri Lanka beheimateten Baumgattung Diospyros bezeichnet wird, ist biblisch mit hebräisch הָבְנִים (håvnîm) ein vergleichbares Holz gemeint, das von Nubien aus exportiert wurde. Untersuchungen des dunklen Holzes, das man in ägyptischen Gräbern gefunden hat (ägyptisch hbny = Ebenholz; vgl. engl. ebony), konnten es als das Holz des afrikanischen Grenadills (Dalbergia melanoxylon) aus der Familie der Hülsenfrüchtler identifizieren. Diese Baumart wächst in den trockenen Gebieten am südlichen Rand der Sahara. Über das Lateinische (h)ebenus ist es dann wahrscheinlich ins Deutsche eingewandert.
Ebenholz wird im Alten Testament (Hes 27,15 ) als tyrisches Handelsgut genannt, das aus der Hafenstadt Dedan (LXX liest Rhodos, so auch die Lutherübersetzung) im südlichen Arabien eingeführt wurde.

## Ebenholz in der Mythologie
In Mythologie, Zauberei und Esoterik wird Ebenholz oft eine magische Wirkung zugeschrieben. So sollen Häuser mit ebenhölzernen Pfählen nicht von bösen Geistern betreten werden können, Waffen aus Ebenholz sollen Dämonen verwunden können. Auch Zauberstäbe werden oft aus Ebenholz hergestellt, ebenso sollten magische Gegenstände in Schatullen aus Ebenholz aufbewahrt werden, um ihre Kraft zu behalten. Die populärste Erwähnung von Ebenholz in der Sagen- und Märchenwelt ist sicherlich die Geschichte von Schneewittchen, dessen Haar so schwarz wie Ebenholz war.

## Ebenholz auf der Roten Liste
Die große Nachfrage nach Ebenholz führte dazu, dass die Art im Jahr 1994 in die Rote Liste gefährdeter Arten der IUCN aufgenommen wurde.
Von 103 Diospyros-Arten sind (Stand 2007) die meisten als gefährdet, 14 als stark gefährdet und 15 als vom Aussterben bedroht eingestuft. 21 Arten gelten als gering gefährdet und zwei als nicht gefährdet, nämlich Diospyros ekodul und die Lotuspflaume Diospyros lotus.
Ebenholz ist auf der CITES-Liste verzeichnet, ein Handel ist nur mit Herkunftsnachweis zulässig.